# Каланик, Трэвис
Трэ́вис Корделл Ка́ланик (англ. Travis Cordell Kalanick, родился 6 августа 1976) — американский предприниматель, соучредитель пиринговой файлообменной компании RedSwoosh и сетевой транспортной компании Uber.
В 2014 году включён Forbes в список 400 самых богатых американцев, заняв в нём 290-ю строчку, с капиталом 6 миллиардов долларов.

## Юность и образование
Каланик родился 6 августа 1976 года в Лос-Анджелесе. Его мать Бонни, по национальности еврейка (девичья фамилия Горвиц), работала в рекламном отделе Los Angeles Daily News, а его отец Дональд Э. Каланик был инженером-строителем в Лос-Анджелесе и происходил из католической семьи с чешскими и австрийскими корнями. У Трэвиса есть две сводных сестры и брат Кори, пожарный. Жил в Нортридже, Калифорния, где окончил школу Гранада-Хиллс и поступил в колледж при Калифорнийском университете, на компьютерную технику. Во время обучения в университете примкнул к студенческому братству Theta Xi.

## Карьера

Каланик выступает на конференции DLD 2015 в Мюнхене

### Scour
В 1998 году Трэвис Каланик и два его однокурсника, Майкл Тодд и Винс Бьюсам бросили университет чтобы подключиться к разработке проекта Дэна Родригеса, файлообменника Scour. В 2000 году Американская ассоциация кинокомпаний, Американская ассоциация звукозаписывающих компаний (RIAA) и Национальная ассоциация музыкальных издателей (NMPA) подали иск против Scour обвинив владельцев проекта в нарушении авторского права. В сентябре того же года владельцы Scour объявили о банкротстве.

### Red Swoosh
В 2001 году вместе с бывшей командой разработчиков Scour, Каланик начал новую компанию под названием Red Swoosh (Красная галочка). Это вновь была пиринговая файлообменная сеть. В Red Swoosh использовались прогрессивные технологии, с помощью которых удалось повысить пропускную способность сети, что позволило пользователям меняться и торговать большими медиа-файлами, включая музыкальные файлы и видео. В 2007 году Akamai Technologies приобрела компанию Red Swoosh за 19 миллионов долларов.

### Uber
В 2009 году Трэвис Каланик и Гаррет Кэмп создали Uber, мобильное приложение, позволяющее связать пассажиров с наёмными водителями для получения услуг извоза. В настоящее время Uber работает в 58 странах и более чем 300 городах по всему миру. Продвижение Uber встретило противодействие в некоторых городах Северной Америки, в частности в Вашингтоне, Чикаго, Торонто и в Нью-Йорке. Компания работает в условиях жесткой конкуренции на рынке, насыщенном поставщиками подобных услуг, а также собственными клонами , в таких городах, как Лондон. В ноябре 2014 года Каланик подвергся критике за следование тактике «выиграть любой ценой» при управлении компанией.
21 июня 2017 года Каланик покинул пост руководителя Uber, но сохранил место в совете директоров.
Через полгода после проведения Uber IPO в 2019 году, Каланик продал более 90 % из своей доли акций компании на общую сумму 2,5 млрд долларов.

### Прочее
Трэвис Каланик часто выступает на конференциях и деловых мероприятиях, включая TechCrunch Disrupt, Tech Cocktail, DLD и LeWeb.
В декабре 2016 года вошёл в состав Президентского форума по стратегии и политике — группы из 16 наиболее успешных и уважаемых американских предпринимателей, задача которых — консультировать 45-го президента США Дональда Трампа по вопросам, связанным с экономическим ростом, созданием новых рабочих мест и повышением производительности труда. Однако в начале февраля 2017 года на фоне давления со стороны активистов и сотрудников компании, выступающих против иммиграционной политики администрации нового главы государства, объявил о своём решении покинуть совет.

## Личная жизнь
По данным на 2015 год, Каланик встречается с Габи Хольцварт, с которой он познакомился на вечеринке, организованной Шервином Пишеваром. Хольцварт — скрипачка и пишет для Huffington Post. Пишевар встретил её, когда она играла на скрипке у торгового центра Trader Joe's.